# Rödönyi Károly
Rödönyi Károly (Budapest, 1911. december 14. – Budapest, 1995. január 26.) magyar gépészmérnök, közlekedésügyi szakpolitikus, miniszterhelyettes (1963–1973), államtitkár (1973–1974), közlekedés- és postaügyi miniszter (1974–1976).

## Élete
Apja postai főfelügyelő volt. Középiskolai tanulmányai végeztével a József Nádor Műszaki és Gazdaságtudományi Egyetemre iratkozott be, ahol 1936-ban kalorikus gépészmérnöki oklevelet szerzett, amihez később megszerezte a gőzmozdony- és motorkocsi-vezetői képesítést is. 1938-ig a csepeli Weiss Manfréd-gyár munkatársa volt, majd a MÁV-hoz került át, ahol előbb Szegeden, illetve Budapesten vontatási vasúti mérnök, 1942. májustól Királyházán fűtőházi főnök, 1943 szeptembertől Désen, 1944-től pedig Székesfehérváron, Komáromban, illetve Szombathelyen beosztott mérnök volt.
1946 novemberében a Közlekedési Minisztériumba kapott kinevezést, mint az Üzemgazdasági Főosztály előadója, csoportvezető főmérnöke, majd 1951-től 1957-ig a MÁV Vezérigazgatóság osztályvezetője, főosztályvezetője, 1957. augusztustól 1963-ig pedig az állami vasúttársaság vezérigazgató-helyettese, 1963. december 7-étől 1970. november 19-ig a Vasúti Főosztály Terv-és Műszaki Fejlesztési Szakosztályának vezetőhelyettese, majd vezérigazgatója lett, egyúttal közlekedés- és postaügyi miniszterhelyettessé is kinevezték. 1970. november 19. és 1974. június 21. között a közlekedés- és postaügyi miniszter első helyettese lett, 1973. november 2. és 1974. június 21. között közlekedés- és postaügyi minisztériumi államtitkárként tevékenykedett, 1974. június 21. és 1976. október 29. között pedig (a Fock- és a Lázár-kormányban) közlekedés- és postaügyi miniszter volt.
Társadalmi jellegű tisztségei közül kiemelésre méltó, hogy a Közlekedéstudományi Egyesület főtitkára, 1963-1976 közt elnöke, illetve tiszteletbeli örökös elnöke lett, az európai közlekedéspolitikai együttműködés részeként pedig beválasztották a Nemzetközi Vasúti Szövetség ügyvezető igazgatóságába, melynek 1971–1972-ben ugyancsak elnöke is volt. 1946. augusztusától volt a Magyar Kommunista Párt (MKP), később a Magyar Dolgozók Pártja (MDP), 1957 után pedig a Magyar Szocialista Munkáspárt (MSZMP) tagja.

## Külső hivatkozások
- Rödönyi Károlyról készült sajtófotók az MTVA archívumában. Hozzáférés: 2023. március 14.